# 八代レッドスター硬式野球クラブ
八代レッドスター硬式野球クラブ（やつしろレッドスターこうしきやきゅうクラブ）は、熊本県八代市に本拠地を置き、日本野球連盟に加盟している社会人野球のクラブチームである。2018年から活動休止中。

## チーム概要
2005年に熊本県熊本市を本拠地に置き、『熊本レッドスター硬式野球クラブ』として創部。
2006年3月15日付けで、日本野球連盟に加盟する。
2007年シーズン終了後、資金や部員の不足などの事情から存続が困難となり、八代青年会議所が支援を行う形でチームを引き継いだ。本拠地を熊本県八代市とし、2008年3月21日付けでチーム名を『八代レッドスター硬式野球クラブ』に改称した。
2018年、活動休止が発表された。

## 沿革
- 2005年 - 『熊本レッドスター硬式野球クラブ』として設立。当時の代表（部長兼監督）は古澤賢児。
- 2006年3月15日 - 日本野球連盟に加盟する。
- 2008年3月21日 - 本拠地を変更し、チーム名も『八代レッドスター硬式野球クラブ』に改称した。また、代表者も交代した。
- 2009年 - 九州の他県4つのクラブチームと結成した社会人地域リーグの南九州リーグが開幕。
- 2010年 - チーム数増加に伴うリーグの再編に伴い、九州リーグの南九州リーグの参加メンバーとなる。
- 2018年 - 活動休止。

## 元プロ野球選手の競技者登録
- 頓田国満 - 監督（元：福岡ダイエーホークス）